# Stewardessen
Stewardessen ist eine Fernsehserie, die im Jahr 1969 von der ARD produziert und ausgestrahlt wurde.

## Handlung
Die im Mittelpunkt dieser Serie stehende Stewardess Dagmar Croner (Johanna von Koczian) kümmert sich während des Fluges um Sorgen und Wohl ihrer Passagiere und Kollegen. Sie rettet Ehen, spürt fehlgeleitetes Gepäck auf, hilft bei einer Geburt und betreut einen kleinen Jungen, dessen Eltern in Scheidung leben und der vom Vater zur Mutter geschickt wird. Zunächst ist sie nur innerhalb Europas unterwegs, nachdem sie aber die Prüfung zur Kabinenchefin erfolgreich abgelegt hat, stehen ihr auch Fernflüge wie zum Beispiel nach Tokio, Hongkong oder Bangkok offen. Passagiere und Mitarbeiter des Bordpersonals wechseln von Folge zu Folge.

## Figuren
Mehrmals dabei sind die Stewardessen Monika Schloss (Isolde Miler), Alice Petaud (Evelyn Gressmann), Ilse Flemming (Monika Berg), Maria Gandlberger (Barbara Schöne) und Yukiko (Francisca Tu) sowie der Steward Holger Jansen (Richard Rüdiger). Herbert Tiede und Peter Carsten spielten jeweils zwei unterschiedliche Flugkapitäne.

## Schauspieler und Rollen
Die folgende Tabelle zeigt die Schauspieler mit mehr als einem Auftritt und gegebenenfalls ihre Rollen. Daneben waren auch namhafte Schauspieler wie Reinhard Glemnitz, Peter Frankenfeld, Horst Keitel  oder Kurt Jaggberg als Gastdarsteller dabei.
| Schauspieler        | Rolle                    | Folge   |
| ------------------- | ------------------------ | ------- |
| Johanna von Koczian | Dagmar Croner            | 1–6     |
| Monika Berg         | Ilse Flemming            | 2, 3, 5 |
| Richard Rüdiger     | Holger Jansen            | 1, 3, 6 |
| Isolde Miler        | Monika Schloss           | 1, 3    |
| Evelyn Gressmann    | Alice Petaud             | 1, 3    |
| Francisca Tu        | Yukiko                   | 4, 5    |
| Barbara Schöne      | Maria Gandlberger        | 3, 6    |
| Peter Carsten       | Kapitän Eibisch / Gneist | 2, 5    |
| Herbert Tiede       | Kapitän Hinz / Rudolf    | 1, 3    |
| Hanns Bernhardt     |                          | 1, 3    |
| Claus Ringer        |                          | 2, 3    |

## Episoden
| Folge | Titel                  | Erstausstrahlung   |
| ----- | ---------------------- | ------------------ |
| 1     | Turbulenter Flug       | 5. September 1969  |
| 2     | Der Zauberkünstler     | 19. September 1969 |
| 3     | Die Prüfung            | 3. Oktober 1969    |
| 4     | Ein freudiges Ereignis | 17. Oktober 1969   |
| 5     | Der Flug nach Hongkong | 31. Oktober 1969   |
| 6     | Der Star               | 14. November 1969  |

## DVD-Veröffentlichung
Die Serie wurde am 23. September 2011 in einer Komplettbox mit allen sechs Folgen von in-akustik GmbH & Co. KG auf DVD veröffentlicht.